# فيكتور ليونينكو
فيكتور ليونينكو مواليد 5 أكتوبر 1969 في تيومين، الجمهورية الروسية السوفيتية الاتحادية الاشتراكية، الاتحاد السوفيتي، هو لاعب كرة قدم أوكراني سابق كان يلعب كمهاجم. لعب خلال مسيرته 236 مباراة سجل خلالها 109 أهداف.

## المسيرة الاحترافية

### أندية لعب لها
- دينامو موسكو
- نادي دينامو كييف
- أرسنال كييف

## روابط خارجية
- فيكتور ليونينكو على موقع الاتحاد الدولي (مؤرشف)  (الإنجليزية)
- فيكتور ليونينكو على موقع اتحاد أوكرانيا (الإنجليزية)
- فيكتور ليونينكو على موقع قاعدة بيانات كرة القدم.إي يو (الإنجليزية)
- فيكتور ليونينكو على موقع ناشيونال فوتبول تيمز (الإنجليزية)
- فيكتور ليونينكو على موقع Soccerway.com (الإنجليزية)
- فيكتور ليونينكو على موقع عالم كرة القدم.نت (الإنجليزية)